# Mediastinales großzelliges B-Zell-Lymphom
Das Mediastinale großzellige B-Zell-Lymphom (oder Primär mediastinales B-Zell-Lymphom, englisch Primary mediastinal B-cell lymphoma, kurz PMBCL) ist ein lokal invasiver Tumor des vorderen Mediastinums, der aus einer B-Zelle des Thymusmarks hervorgeht. Histologisch handelt es sich um zentroblastenähnliche Zellen mit Sklerosierungstendenz. Klinisch und biologisch weist das Mediastinale großzellige B-Zell-Lymphom Ähnlichkeit mit dem diffusen großzelligen B-Zell-Lymphom und dem nodulären sklerosierenden Hodgkin-Lymphom auf.

## Epidemiologie
Das Mediastinale großzellige B-Zell-Lymphom ist ein sehr seltener Tumor mit einer geschätzten Inzidenz von 0,4/1 Mio. Einwohner. Frauen sind vierfach häufiger betroffen als Männer. Das durchschnittliche Erkrankungsalter liegt bei 30–40 Jahren.

## Symptome
Die Symptome des Mediastinalen großzelligen B-Zell-Lymphoms entstehen durch Verdrängung von Organen im Brustraum. Dazu gehören Atemnot und Reizhusten bei Verdrängung der Lunge, Schluckstörungen bei Druck auf die Speiseröhre und eine obere Einflussstauung bei Druck auf die Vena cava superior, wodurch Blut aus dem Kopf-Hals-Bereich und den Armen nur erschwert zum Herzen zurückfließen kann.

## Therapie
Therapiert wird das Mediastinale großzellige B-Zell-Lymphom mit einer Kombination aus Rituximab (einem Anti-CD20-Antikörper), Chemotherapeutika (Vincristin, Cyclophosphamid, Doxorubicin und eventuell Etoposid) sowie Prednison, der gegebenenfalls eine Strahlentherapie folgt.

## Prognose
Die 2-Jahres-Überlebensrate beträgt nach Therapie ungefähr 90 %.